# Pierre Versteegh
Pierre Marie Robert Versteegh (* 6. Juni 1888 in Kedungbanteng, Java; † 3. Mai 1942 im KZ Sachsenhausen) war ein niederländischer Dressurreiter, Soldat und Widerstandskämpfer.
Pierre Versteegh wurde ab 1906 an der Koninklijke Militaire Academie in Breda zum Soldaten ausgebildet. 1909 wurde er zum Leutnant befördert und zur Dritten Division nach Ede versetzt. Vor sowie nach dem Ersten Weltkrieg war er als Dressurreiter aktiv und gewann zahlreiche lokale Wettbewerbe. 1928 nahm er auf His Excellence II an den Olympischen Spielen in Amsterdam teil und gewann gemeinsam mit der niederländischen Dressur-Mannschaft (Versteegh, Jan van Reede, Gerard le Heux) die Bronzemedaille; im Einzel belegte er Platz neun. 1925 wurde er zum Hauptmann befördert und 1936 zum Major, und 1931 wurde er mit dem Orden von Oranien-Nassau als Ritter ausgezeichnet. 1936 nahm er ein weiteres Mal an Olympischen Spielen teil und wurde in Berlin auf Ad Astra Fünfter mit der Mannschaft (Versteegh, le Heux, Daniël Camerling Helmolt) und Achter im Einzel.
Als die Deutschen die Niederlande im Mai 1940 besetzten, hatte Versteegh, der mit einer Jüdin verheiratet war, den Rang eines Oberstleutnants bei der Koninklijke Marechaussee inne. Er schloss sich dem niederländischen Widerstand an und arbeitete mit dem Ordedienst (OD) zusammen, einem Zusammenschluss mehrerer Untergrundgruppen. Am 2. Mai 1942 wurde Pierre Versteegh, nachdem seine Mitgliedschaft im OD von den Besatzern aufgedeckt worden war, festgenommen, im Gefängnis von Scheveningen (Oranjehotel) inhaftiert und im März 1942 in Amersfoort vor Gericht gestellt. Gemeinsam mit 70 weiteren Angeklagten wurde er zum Tode verurteilt. Die Gefangenen wurden nach Sachsenhausen transportiert und dort am 3. Mai 1942 durch ein Hinrichtungskommando erschossen, jeweils in Gruppen zu zwölf Mann. Die OD-Gruppe soll von einem 19-jährigen Mann verraten worden sein, der im August 1941 von entkommenen Mitgliedern des OD bewusstlos geschlagen, in einen Sack gesteckt und in einen Teich geworfen wurde.
Pierre Versteeghs Bruder Willem war der erste Armeeangehörige der Niederlande, der einen Pilotenschein besaß. Posthum wurde er mit dem niederländischen Verzetskruis geehrt.